# Неудержимый (эсминец)
Эскадренный миноносец «Неудержимый» — последний (четвёртый) корабль проекта 56-М, также известного как тип «Бедовый» (код НАТО — «Kildin»), построенный для Советского Военно-Морского Флота в 1950-х годах. Единственный из кораблей этого типа, который не был модернизирован (вследствие загрузки дальневосточных заводов) по проекту 56-У. C 14 марта 1986 года переименован в «УТС-567».

## История
19 января 1955 года ЭМ «Неудержимый» был зачислен в списки кораблей ВМФ, и 23 февраля 1957 года задложен по проекту 56 (достроен по проекту 56-М) в Комсомольске-на-Амуре. 
24 мая 1958 года спущен на воду. В том же году, 30 декабря, «Неудержимый» вступил в строй и 8 марта 1960 года был включён в состав Тихоокеанского флота (ТОФ).  
19 мая 1966 года ЭМ «Неудержимый» был переклассификации в Большой ракетный корабль (БРК), 3 марта 1977 года — в Большой противолодочный корабль (БПК). 
Во время событий после инцидента с захватом американского РЗК «Пуэбло» (класса AGER)  23 января 1968 года, БРК «Неудержимый» состоял в оперативной эскадре. Эскадре (под командованием контр-адмирала Николая Ивановича Ховрина в составе РКР проекта 58 «Варяг» и «Адмирал Фокин», БРК проекта 57-бис «Упорный», проекта 56-М «Неудержимый», ЭМ проекта 56 «Вызывающий» и «Веский») была поставлена задача осуществлять патрулирование в районе в готовности к защите государственных интересов СССР от провокационных действий.
23 июля 1979 года «Неудержимый» был поставлен на капитальный ремонт в «Дальзаводе» (Владивосток), но 8 декабря 1985 года  разоружен и переформирован в учебно-тренировочную станцию (УТС), и 14 марта 1986 года переименован в «УТС-567».
10 апреля 1987 года «Неудержимый» был разоружён и исключён из состава ВМФ в связи с передачей в ОФИ для демонтажа и реализации. В 1992 году «Неудержимый» был затоплен в бухте Труда (остров Русский).

## Вооружение
Согласно проекту 56-М, на «Неудержимом» стояли:
- Пусковая установка СМ-59, для пуска 8 ракет КСЩ (Корабельный снаряд «Щука»), с системой управления СУ «Кипарис-56М»;
- Четыре четырёхствольных 57-мм автомата ЗИФ-75;
- Два двутрубных 533-мм торпедных аппарата (ТА);
- Две реактивные бомбомётные установки РБУ-2500 (под РГБ-25 снаряд; 128 шт.).